# Хуан Карлос Гонсалес
Хуан Карлос Гонсалес (ісп. Juan Carlos González, 22 серпня 1924, Монтевідео — 15 лютого 2010, Буенос-Айрес) — уругвайський футболіст, що грав на позиції захисника.
Протягом усієї кар'єри виступав за клуб «Пеньяроль». Також грав за національну збірну Уругваю, у складі якої — чемпіон світу 1950 року.

## Клубна кар'єра
У дорослому футболі дебютував 1945 року виступами за команду клубу «Пеньяроль», кольори якої і захищав протягом усієї своєї кар'єри гравця, що тривала тринадцять років. 
Помер 15 лютого 2010 року на 86-му році життя у місті Буенос-Айрес.

## Виступи за збірну
1950 року дебютував в офіційних матчах у складі національної збірної Уругваю. Протягом кар'єри у національній команді, яка тривала три роки, провів у формі головної команди країни 7 матчів.
У складі збірної був учасником чемпіонату світу 1950 року у Бразилії, здобувши того року титул чемпіона світу. На цьому тріумфальному для уругвайців турнірі брав участь у двох перших матчах, після чого на його позиції почав виходити Шуберт Гамбетта, який й відіграв у двох іграх, що залишалися, включаючи вирішальний матч проти господарів турніру.

## Титули і досягнення
- Чемпіон світу: 1950